# ضفدع هانلوي
ضفدع هانلوي (الاسم العلمي: Rana hanluica) هو نوع من الحيوانات يتبع جنس الضفدع الحقيقي من فصيلة الضفادع الحقيقية.